# Solidago spectabilis
Solidago spectabilis là một loài thực vật có hoa trong họ Cúc. Loài này được (D.C.Eaton) A.Gray miêu tả khoa học đầu tiên năm 1882.